# Afrosternophorus hirsti
Afrosternophorus hirsti är en spindeldjursart som först beskrevs av Chamberlin 1932.  Afrosternophorus hirsti ingår i släktet Afrosternophorus och familjen Sternophoridae. Inga underarter finns listade i Catalogue of Life.